# Jesse Randall
Jesse Randall (Wellington, 19 agosto 2002) è un calciatore neozelandese, attaccante dell'Auckland FC e della nazionale neozelandese.

## Carriera

### Club
Randall ha iniziato a giocare a calcio con Island Bay Utd e North Wellington, che fra il 2019 ed il 2021 lo ha ceduto in prestito a Tasman Utd e Hawke’s Bay Utd.
Nel 2022 è passato al Wellington Olympic dove si è messo in mostra segnando 17 gol in 22 partite nel campionato neozelandese. Nel 2023 si è trasferito negli Stati Uniti al Charleston Battery ma dopo meno di un anno ha fatto ritorno in Nuova Zelanda al Wellington Olympic. Il 30 maggio 2024 è stato acquistato dall'Auckland FC con un contratto valido a partire dal mese di luglio.

### Nazionale
Nel 2019 ha partecipato con la Nuova Zelanda Under-17 al campionato mondiale di categoria; successivamente ha giocato anche nella nazionale neozelandese Under-23.
Il 5 giugno 2024 è stato convocato dalla nazionale maggiore per partecipare all'OFC Nations Cup, dove ha debuttato il 18 giugno nell'incontro vinto 3-0 contro le Isole Salomone.
Nel 2024 ha partecipato ai Giochi Olimpici di Parigi.

## Statistiche

### Cronologia presenze e reti in nazionale
| Cronologia completa delle presenze e delle reti in nazionale ― Nuova Zelanda | Cronologia completa delle presenze e delle reti in nazionale ― Nuova Zelanda | Cronologia completa delle presenze e delle reti in nazionale ― Nuova Zelanda | Cronologia completa delle presenze e delle reti in nazionale ― Nuova Zelanda | Cronologia completa delle presenze e delle reti in nazionale ― Nuova Zelanda | Cronologia completa delle presenze e delle reti in nazionale ― Nuova Zelanda | Cronologia completa delle presenze e delle reti in nazionale ― Nuova Zelanda | Cronologia completa delle presenze e delle reti in nazionale ― Nuova Zelanda |
| Data                                                                         | Città                                                                        | In casa                                                                      | Risultato                                                                    | Ospiti                                                                       | Competizione                                                                 | Reti                                                                         | Note                                                                         |
| ---------------------------------------------------------------------------- | ---------------------------------------------------------------------------- | ---------------------------------------------------------------------------- | ---------------------------------------------------------------------------- | ---------------------------------------------------------------------------- | ---------------------------------------------------------------------------- | ---------------------------------------------------------------------------- | ---------------------------------------------------------------------------- |
| 18-6-2024                                                                    | Port Vila                                                                    | Nuova Zelanda                                                                | 3 – 0                                                                        | Isole Salomone                                                               | Coppa d'Oceania 2024 - 1º turno                                              | -                                                                            | 63’                                                                          |
| 21-6-2024                                                                    | Port Vila                                                                    | Vanuatu                                                                      | 0 – 4                                                                        | Nuova Zelanda                                                                | Coppa d'Oceania 2024 - 1º turno                                              | 1                                                                            | 83’                                                                          |
| 27-6-2024                                                                    | Port Vila                                                                    | Nuova Zelanda                                                                | 5 – 0                                                                        | Tahiti                                                                       | Coppa d'Oceania 2024 - Semifinale                                            | -                                                                            | 79’                                                                          |
| 30-6-2024                                                                    | Port Vila                                                                    | Nuova Zelanda                                                                | 3 – 0                                                                        | Vanuatu                                                                      | Coppa d'Oceania 2024 - Finale                                                | 1                                                                            | 73’                                                                          |
| Totale                                                                       |                                                                              | Presenze                                                                     | 4                                                                            |                                                                              | Reti                                                                         | 1                                                                            |                                                                              |

| Cronologia completa delle presenze e delle reti in nazionale ― Nuova Zelanda olimpica | Cronologia completa delle presenze e delle reti in nazionale ― Nuova Zelanda olimpica | Cronologia completa delle presenze e delle reti in nazionale ― Nuova Zelanda olimpica | Cronologia completa delle presenze e delle reti in nazionale ― Nuova Zelanda olimpica | Cronologia completa delle presenze e delle reti in nazionale ― Nuova Zelanda olimpica | Cronologia completa delle presenze e delle reti in nazionale ― Nuova Zelanda olimpica | Cronologia completa delle presenze e delle reti in nazionale ― Nuova Zelanda olimpica | Cronologia completa delle presenze e delle reti in nazionale ― Nuova Zelanda olimpica |
| Data                                                                                  | Città                                                                                 | In casa                                                                               | Risultato                                                                             | Ospiti                                                                                | Competizione                                                                          | Reti                                                                                  | Note                                                                                  |
| ------------------------------------------------------------------------------------- | ------------------------------------------------------------------------------------- | ------------------------------------------------------------------------------------- | ------------------------------------------------------------------------------------- | ------------------------------------------------------------------------------------- | ------------------------------------------------------------------------------------- | ------------------------------------------------------------------------------------- | ------------------------------------------------------------------------------------- |
| 27-7-2024                                                                             | Marsiglia                                                                             | Nuova Zelanda olimpica                                                                | 1 – 4                                                                                 | Stati Uniti olimpica                                                                  | Olimpiadi 2024 - 1º turno                                                             | 1                                                                                     | 46’                                                                                   |
| Totale                                                                                |                                                                                       | Presenze                                                                              | 1                                                                                     |                                                                                       | Reti                                                                                  | 1                                                                                     |                                                                                       |

## Palmarès

### Club
- Premier's Plate: 1

Auckland FC: 2024-2025

### Nazionale
- Coppa d'Oceania: 1

Figi/Vanuatu 2024